# Enzo Mattioda
Enzo Mattioda, né le 22 août 1946 à Bœurs-en-Othe (Yonne), est un coureur cycliste français. Professionnel durant les années 1970, il a remporté la classique Bordeaux-Paris en 1973,. Il est également devenu champion de France de demi-fond en 1975.

## Palmarès sur route

### Palmarès amateur
- 1966
  - 3e de Paris-Verneuil
- 1968
  - 3e de Paris-Briare
- 1969
  - 3e de Paris-Briare
  - 3e du championnat d'Île-de-France sur route
- 1970
  - Paris-Roubaix amateurs
  - 2e de Paris-Briare

### Palmarès professionnel
- 1971
  - 8e de Paris-Tours
- 1972
  - 3e du Grand Prix de Plouay
- 1973
  - Bordeaux-Paris

## Palmarès sur piste

### Championnats de France
- 1974
  - 2e du demi-fond
- 1975
  -  Champion de France de demi-fond
- 1976
  - 2e du demi-fond